# Дернбах (Палатинат)
Дернбах (њем. Dernbach) општина је у њемачкој савезној држави Рајна-Палатинат. Једно је од 74 општинска средишта округа Зидлихе Вајнштрасе. Према процјени из 2010. у општини је живјело 448 становника. Посједује регионалну шифру (AGS) 7337017.

## Географски и демографски подаци
Дернбах се налази у савезној држави Рајна-Палатинат у округу Зидлихе Вајнштрасе. Општина се налази на надморској висини од 219 метара. Површина општине износи 3,9 km². У самом мјесту је, према процјени из 2010. године, живјело 448 становника. Просјечна густина становништва износи 116 становника/km².

## Међународна сарадња
| Мјесто    | Држава    | Врста сарадње | Од    |
| --------- | --------- | ------------- | ----- |
| Абрешвије | Француска | партнерство   | 1993. |
|           | Француска | партнерство   | 1965. |
| Извор     |           |               |       |